# Momodu Mutairu
Momodu Mutairu (nacido el 2 de septiembre de 1976) es un exfutbolista nigeriano que se desempeñaba como delantero.
En 1995, Momodu Mutairu jugó 2 veces para la selección de fútbol de Nigeria.

## Trayectoria

### Clubes
| Club              | País    | Año         |
| ----------------- | ------- | ----------- |
| Bridge            | Nigeria | 1995 - 1996 |
| Kawasaki Frontale | Japón   | 1997 - 1998 |
| Montedio Yamagata | Japón   | 1999        |
| Bridge            | Nigeria | 2000        |
| Dolphins          | Nigeria | 2007 - 2008 |

### Selección nacional
| Selección | País    | Año  |
| --------- | ------- | ---- |
| Absoluta  | Nigeria | 1995 |

## Estadística de equipo nacional
| Selección de fútbol de Nigeria | Selección de fútbol de Nigeria | Selección de fútbol de Nigeria |
| Año                            | Part.                          | Goles                          |
| ------------------------------ | ------------------------------ | ------------------------------ |
| 1995                           | 2                              | 0                              |
| Total                          | 2                              | 0                              |